# Lac Tänav
Le lac Tänav (estonien : Tänavjärv est un lac se situant dans la commune de Lääne-Harju en Estonie,,.

## Présentation
D'une superficie de 138 hectares, le lac mesure 2,3 kilomètres de long et 850 mètres de large.
Il est situé dans la zone marécageuse entre Vesisoo et Tänajärve Raba. 
Deux fossés y ont été creusés, qui mènent aux émissaires du lac Nõva Veskijärv situés à l'ouest. L'étendue du bassin versant du lac est de 4,7 kilomètres carrés. 
Le lac a une profondeur moyenne de 1,8 mètres et une profondeur maximale de 2,5 mètres,,. 
La longueur du rivage du lac est de 5,8 kilomètres et ses rives sont des marécages ou des forêts marécageuses. Les tourbières de Suursoo, dans le comté de Lääne, donnent aux plages un aspect de lac marécageux, même si certaines plages sont des plages de sable. 
Le lac a un fond sablonneux.
Une route mène au lac depuis Vihterpalu au nord,,.